# Зестра
Зестрата е имущество, давано на невестата от нейните родители, с което тя встъпва в брак. То е нейното имущество и обикновено остава нейна собственост. При различните народи и в различни епохи зестрата има различно значение. В миналото в България се използва и понятието чеиз, имащо значение основно като имущество, донасяно от младата булка за използване от новото семейство в началото на съвместния живот.

## История
В християнската култура зестрата се обяснява с необходимостта съпругът да издържа съпругата си. Играе и ролята на стимул за привличане на потенциални кандидати от семейството на момичето. С изменение на икономическите отношения в съвременния живот и особено в Европа и Северна Америка във втората половина на XX век и XXI век зестрата няма вече реално значение за модерното общество.

## Значение в различните страни
Основно в страните на Южна Азия даването и получаването на зестра има голямо икономическо и социално значение. Изнудването на семейството на бъдещата булка е придобило толкова големи мащаби и води до толкова много вреди, че в Индия е създадено специално законодателство за ограничаването на това явление: (на английски: Dowry system in India). Прилагането на това законодетелство не ограничава практиката на даване на зестра, но води до нови нарушения на нормалните взаимоотношения в семейството и изисква допълнителна намеса на държавата.